# 堀口捨己

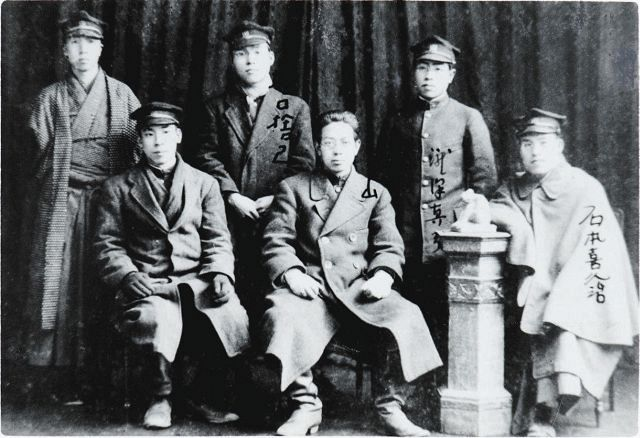
分離派建築会創立時の集合写真。前列左から矢田茂、山田守、石本喜久治。後列左から森田慶一、堀口、瀧澤眞弓。

堀口 捨己（ほりぐち すてみ、1895年1月6日 - 1984年8月18日）は、日本の建築家。
気象学者の堀口由己は兄。

## 人物
佐野利器によって耐震力学が重視されていた当時の東大建築学科への反動と、ヨーロッパの新しい建築運動への憧憬から、東大同期生らと従来の様式建築を否定する分離派建築会を結成。後に日本の数寄屋造りの中に美を見出し、伝統文化とモダニズム建築の理念との統合を図った。
論文「利休の茶」で北村透谷賞を受賞。また歌人として、さらには日本庭園の研究家としても知られる。日本の建築と庭園の関係を「空間構成」としてとらえ、昭和戦前期より庭園に関する資料を収集し、1962年に神代雄一郎と共著で外国人向けに『Tradition of Japanese Garden』を、1965年に庭園論集『庭と空間構成の伝統』を出版、1975年に出版された自らの作品集の名称は『家と庭の空間構成』としている。
教授職を務めた明治大学では、同大工学部内に建築学科を創設したことでも知られる。
1984年8月18日死去。本人の意向により、その事実は公にされなかった。関係者の間ではうすうす死亡したのではないかと噂されていたが、1995年1月28日に開催された「堀口捨己生誕100周年記念行事」の際に初めて公にされた。

## 経歴
- 1895年　岐阜県席田郡上保村に堀口泰一とけいの間の五男二女の末子として生まれる
- 1913年　旧制岐阜中学（現・岐阜県立岐阜高等学校）卒業
- 1917年　旧制第六高等学校第二部甲類卒業
- 1920年　東京帝国大学建築学科卒業、大学院に進み近代建築史を専攻、石本喜久治・山田守らと分離派建築会の運動を興す
- 1921年　平和記念東京博覧会（1922年開催）工営課技術員として第二会場池塔、動力機械館などを担当
- 1922年　東京帝国大学建築学科で助手を務める
- 1923年　ヨーロッパ留学（1924年まで）
- 1924年　清水組に入社（1925年まで）
- 1926年　第一銀行に入社
- 1927年　設計事務所を開設（1932年まで）
- 1932年　帝国美術学校教授
- 1936年　日本工作文化連盟設立（会長：黒田清）、理事長に就任
- 1944年　「書院造と数寄屋造の研究」により学位取得（工学博士）
- 1949年　明治大学教授（1965年まで）、後に工学部長
- 1957年　日本芸術院賞受賞[1]
- 1963年　紫綬褒章受章
- 1965年　神奈川大学教授（1970年まで）
- 1966年　宮中歌会始の召人を務める。勲三等瑞宝章
- 1984年　大森の自宅で死去

## その他
- 明治大学建築学科の卒業設計最優秀賞は『堀口賞』である。
- 明治大学定年退職後は早川正夫建築設計事務所と共同を続け作品を残している。

## 主な作品

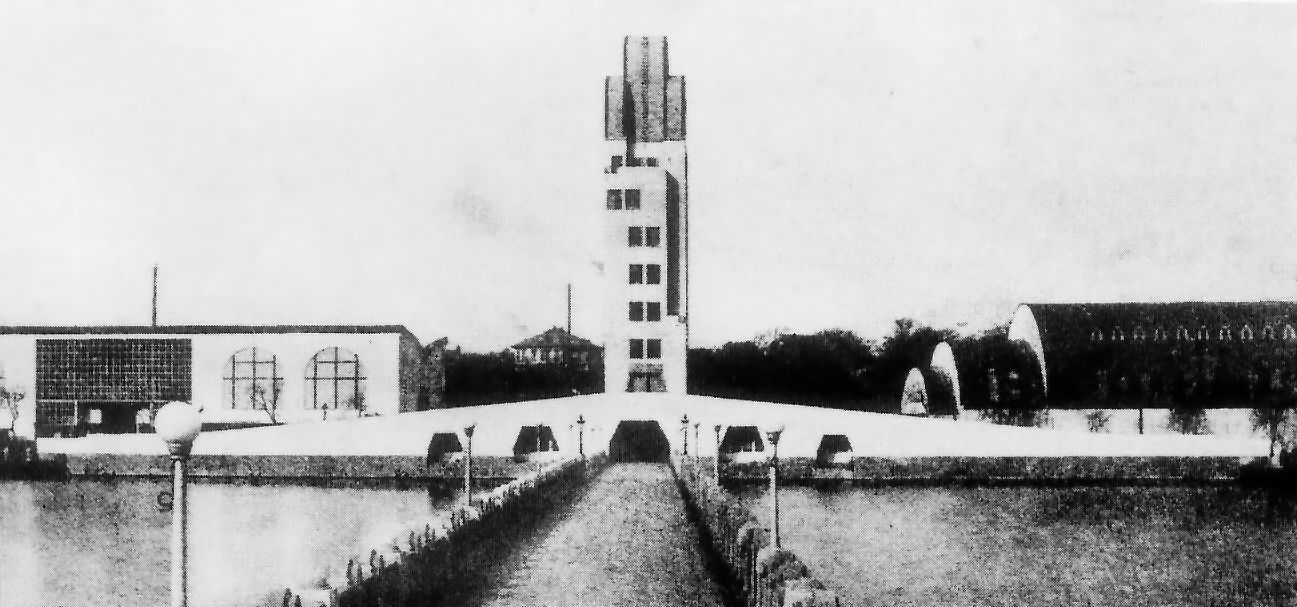
平和記念東京博覧会平和塔(1922)

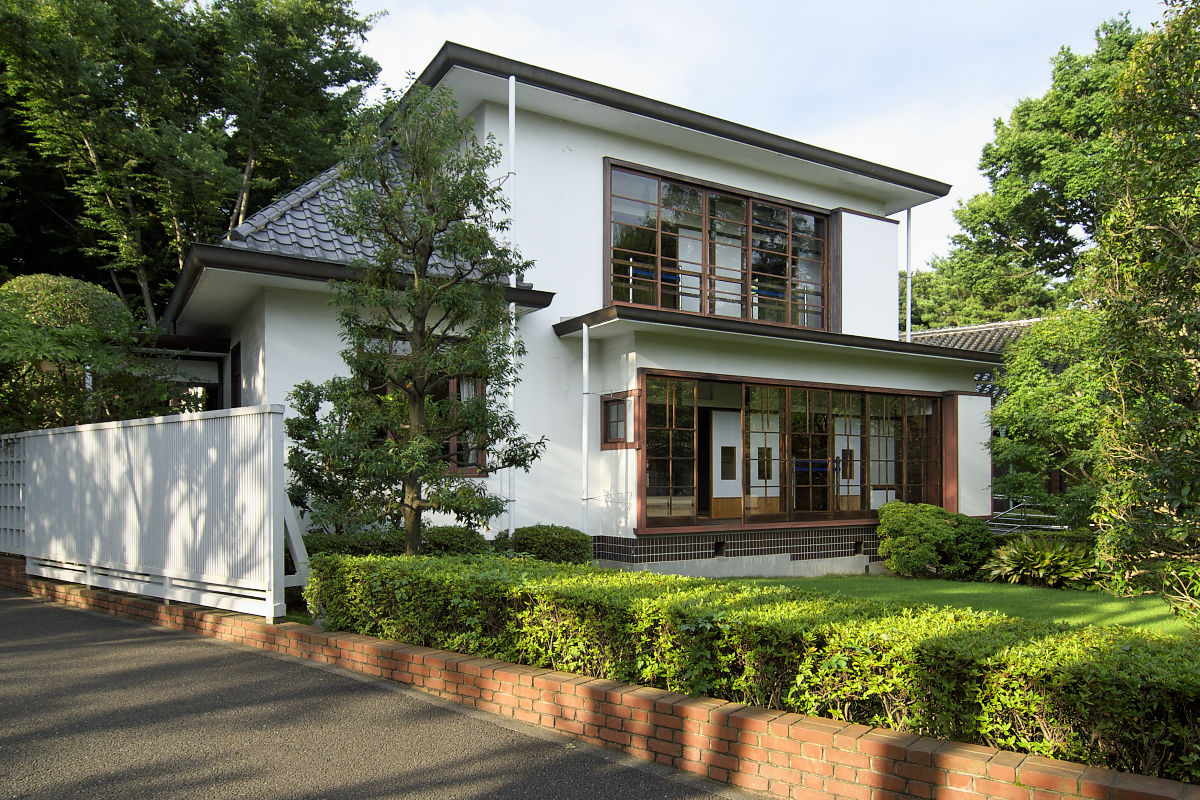
小出邸 (1924)

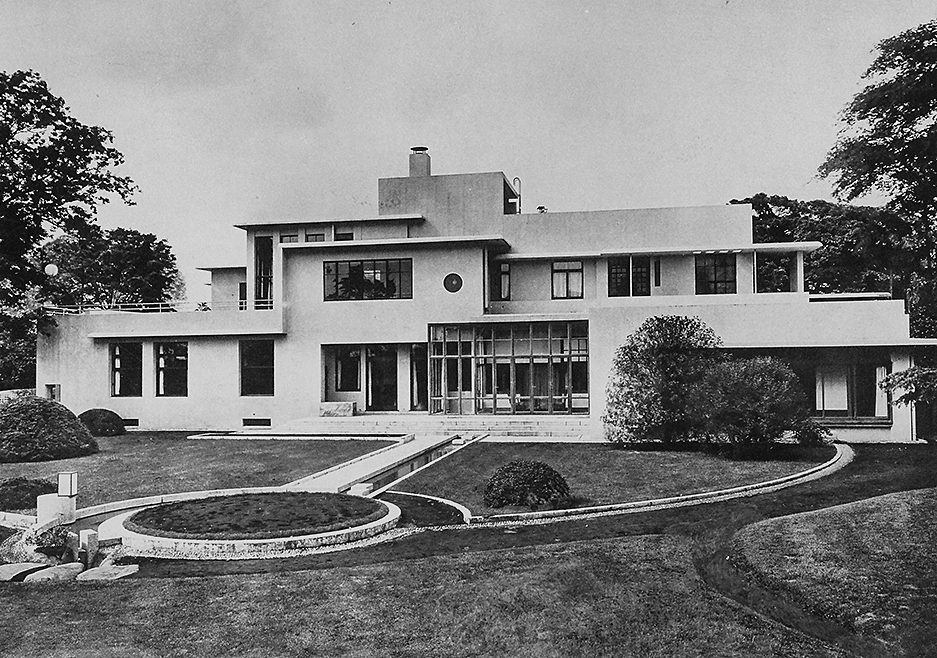
吉川子爵邸 (1930)

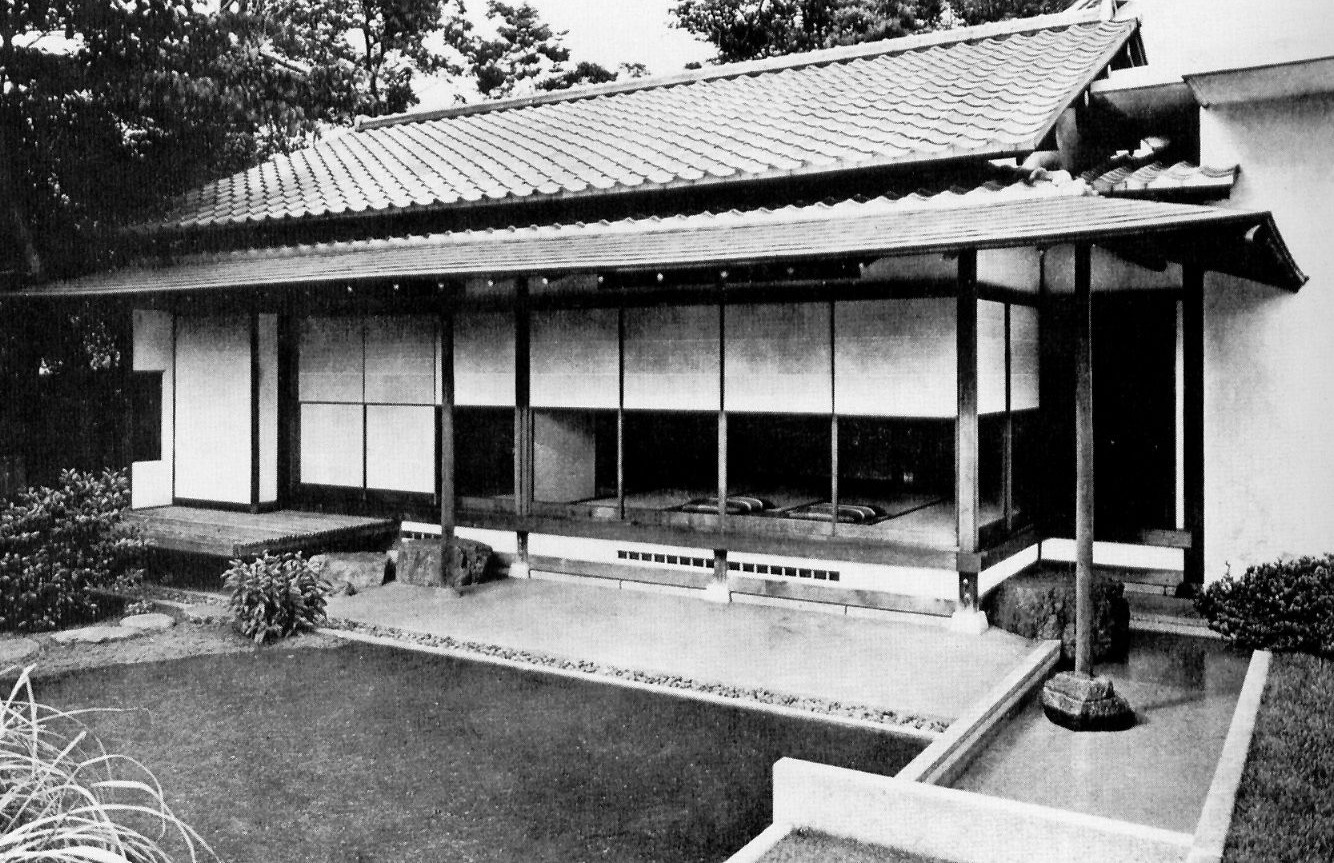
岡田邸 (1933)

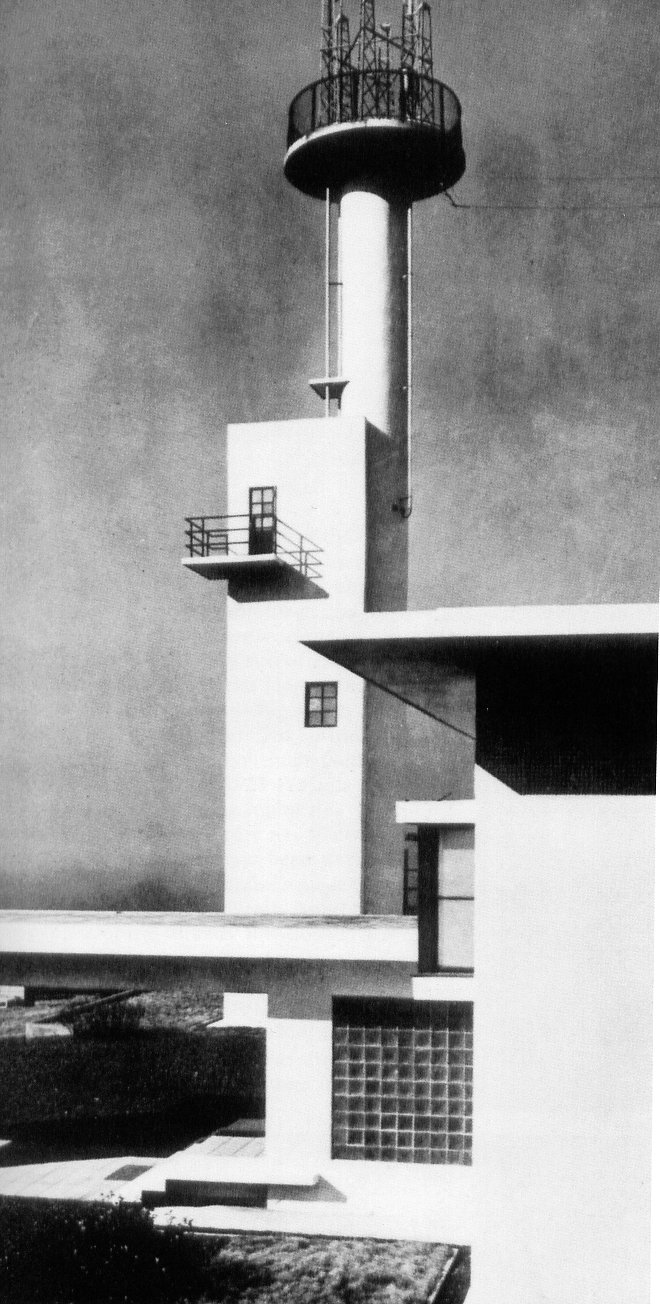
大島測候所 (1938)

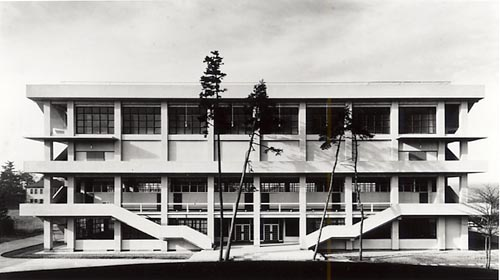
明治大学和泉体育館 (1955)

| 竣工年             | 作品                                                                          | 所在地               | 備考                     |
| ------------------ | ----------------------------------------------------------------------------- | -------------------- | ------------------------ |
| 1922年（大正11年） | 平和記念東京博覧会交通館・航空館、動力館・ 機械館、電気工業館、鉱産館・林業館 | 東京都台東区         | 現存しない               |
| 1924年（大正13年） | 小出邸                                                                        | 東京都文京区         | 江戸東京たてもの園に移築 |
| 1926年（大正15年） | 紫烟荘                                                                        | 埼玉県川口市芝       | 現存しない               |
| 1927年（昭和2年）  | 双鐘居                                                                        | 東京都文京区         |                          |
| 1929年（昭和4年）  | 神戸海洋気象台新館                                                            | 兵庫県神戸市中央区   | 現存しない               |
| 1930年（昭和5年）  | 吉川邸                                                                        | 東京都品川区         | 現存しない               |
| 1930年（昭和5年）  | 徳川邸                                                                        | 東京都               |                          |
| 1931年（昭和6年）  | 塚本邸                                                                        | 東京都千代田区       |                          |
| 1933年（昭和8年）  | 中央気象台品川測候所                                                          | 東京都品川区         | 現存しない               |
| 1933年（昭和8年）  | 岡田邸                                                                        | 東京都品川区         | 現存しない               |
| 1934年（昭和9年）  | 永井邸                                                                        | 東京都渋谷区         |                          |
| 1935年（昭和10年） | 飯塚測候所                                                                    | 福岡県飯塚市         |                          |
| 1935年（昭和10年） | 荒尾邸                                                                        | 東京都渋谷区         |                          |
| 1935年（昭和10年） | 水戸地方気象台(水戸測候所)                                                    | 茨城県水戸市         |                          |
| 1936年（昭和11年） | 中西邸                                                                        | 東京都世田谷区       |                          |
| 1937年（昭和12年） | 取手競馬場                                                                    | 茨城県取手市         | 現在の取手競輪場         |
| 1937年（昭和12年） | 内藤邸                                                                        | 東京都杉並区         |                          |
| 1937年（昭和12年） | 聴禽寮                                                                        | 山梨県山中湖村       |                          |
| 1938年（昭和13年） | 山川邸                                                                        | 兵庫県西宮市         |                          |
| 1938年（昭和13年） | 海洋気象台                                                                    |                      |                          |
| 1938年（昭和13年） | 大島測候所                                                                    | 東京都大島町         | 現存しない               |
| 1939年（昭和14年） | 旧若狭邸                                                                      | 東京都目黒区         | 現存しない               |
| 1941年（昭和16年） | 西郷邸                                                                        | 東京都港区           |                          |
| 1946年（昭和21年） | 岩波茂雄墓                                                                    | 神奈川県鎌倉市       |                          |
| 1949年（昭和24年） | 尖石遺跡復元住居                                                              | 長野県茅野市         |                          |
| 1950年（昭和25年） | 八勝館 御幸の間                                                               | 愛知県名古屋市昭和区 | 国指定重要文化財         |
| 1951年（昭和26年） | 美似居                                                                        | 東京都台東区         | 現存しない               |
| 1955年（昭和30年） | サンパウロ日本館                                                              | ブラジル             |                          |
| 1955年（昭和30年） | 万葉公園と万葉館および万葉亭                                                  | 神奈川県湯河原町     |                          |
| 1955年（昭和30年） | 三朝温泉旅館後楽                                                              | 鳥取県三朝町         |                          |
| 1955年（昭和30年） | 料亭植むら亭                                                                  | 東京都中央区         |                          |
| 1955年（昭和30年） | 和辻哲郎墓                                                                    | 神奈川県鎌倉市       |                          |
| 1955年（昭和30年） | 明治大学和泉体育館                                                            | 東京都杉並区         |                          |
| 1956年（昭和31年） | 大森の小住宅 (堀口自邸)                                                       | 東京都大田区         | 現存しない               |
| 1957年（昭和32年） | 岩波茂雄邸                                                                    | 東京都文京区         |                          |
| 1959年（昭和34年） | 旧一条恵観山荘移築                                                            | 神奈川県鎌倉市       | 現・止観亭               |
| 1960年（昭和35年） | 明治大学和泉第二校舎                                                          | 東京都杉並区         |                          |
| 1961年（昭和36年） | 常滑市立陶芸研究所                                                            | 愛知県常滑市         |                          |
| 1962年（昭和37年） | 静岡サンモール修道会・礼拝堂                                                  | 静岡県静岡市         |                          |
| 1964年（昭和39年） | 白川邸                                                                        | 東京都世田谷区       |                          |
| 1964年（昭和39年） | 明治大学生田校舎1号館・4号館                                                  | 神奈川県川崎市       |                          |
| 1964年（昭和39年） | 静岡雙葉学園普通教室棟                                                        | 静岡県静岡市         |                          |
| 1965年（昭和40年） | 明治大学生田校舎2号館・3号館・斜路                                            | 神奈川県川崎市       |                          |
| 1965年（昭和40年） | かん居                                                                        | 東京都港区           |                          |
| 1966年（昭和41年） | 福岡雙葉学園講堂・体育館、小学校舎                                            | 福岡市中央区         | 一部現存せず             |
| 1968年（昭和43年） | 大原山荘                                                                      | 京都市左京区         |                          |
| 1969年（昭和44年） | 如庵移築                                                                      | 愛知県犬山市         |                          |
| 1970年（昭和45年） | 清恵庵                                                                        | 佐賀県佐賀市         |                          |

## 主な著作
- 『現代オランダ建築』（1924年）
- 『紫烟荘図集』（1927年）。復刻：ゆまに書房「叢書・近代日本のデザイン」、2013年
- 『現代建築に現はれたる日本趣味』（1932年）
- 『一住宅と其庭園』（1936年）
- 「茶室の思想的背景と其構成」（1936年）
- 「君台観左右帳記の建築的研究　室町時代の書院及茶室考」（1942年）
- 『草庭　建物と茶の湯の研究』白日書院（1948年）、のち筑摩書房、鹿島出版会「著作集」
- 『利休の茶室』岩波書店（1949年・復刊1995年）、のち「著作集」。日本建築学会賞(論文賞)
- 『利休の茶』岩波書店（1951年・復刊1995年）のち「著作集」。雑誌「思想」(1941年)に掲載時に北村透谷文学賞。
- 『桂離宮』（毎日新聞社、1952年）、佐藤辰三写真
- 『庭と空間構成の伝統』鹿島出版会（1965年）、のち「著作集」
- 『茶室研究』鹿島出版会「著作集」 (1969年)
- 『建築史』鹿島出版会「著作集」（1970年）
- 『書院造りと数寄屋造りの研究』鹿島出版会「著作集」（1978年）
- 『堀口捨己歌集』鹿島出版会「著作集」 (1980年)
- 『堀口捨己建築論集』岩波文庫（藤岡洋保[2]編・2023年）